# Aethalops
Aethalops es un género de murciélagos megaquirópteros de la familia Pteropodidae. Su área de distribución comprende Malasia, Singapur, Brunéi e Indonesia.

## Especies
Se han descrito las siguientes especies:
- Aethalops aequalis
- Aethalops alecto